# Bergsjön (Jokkmokks socken, Lappland)
Bergsjön är en sjö i Jokkmokks kommun i Lappland och ingår i Luleälvens huvudavrinningsområde.